# Søren Bobach
Søren Bobach (født 25. april 1989) er en dansk orienteringsløber, der er tredobbelt verdensmester.
Søren Bobach har også vundet en sølvmedalje på sprintstafetten ved europamesterskabet (EM) i orientering. Derudover har han vundet guld i orienteringsløb ved World Games.

## Karriere som orienteringsløber
Søren Bobach kom med på det danske orienteringslandshold i 2010 og annoncerede sin tilbagetrækning i 2019.  Til dagligt løber han for OK Pan i Aarhus og har løbet for norske Halden SK. 
Han er bror til de to tidligere landsholdsløbere Ida Bobach, der også er flerdobbelt verdensmester i orienteringsløb, og Christian Bobach.

## Resultater

### VM
Søren Bobach vandt den første guldmedalje ved verdensmesterskabet i 2014 (VM) i Venedig, hvor han vandt den individuelle sprint-distance.
Herudover vandt han sølv på sprint-stafetten sammen med mix-stafetholdet Emma Klingenberg, Tue Lassen og Maja Alm.
De næste to år var han med til at vinde VM-titlen på sprint-stafetten sammen med mix-stafetholdet - først ved VM i orientering 2015 i Skotland sammen med Emma Klingenberg, Tue Lassen og Maja Alm og derefter ved VM i orientering 2016 i Sverige sammen med Cecilie Friberg Klysner, Tue Lassen, og Maja Alm.

### EM
I 2016 vandt Søren Bobach sølv ved europamesterskabet (EM) i Jesenik i Tjekkiet på sprint-stafetten sammen med Cecilie Friberg Klysner, Tue Lassen og Maja Alm.

### DM
Søren Bobach har vundet en stribe individuelle DM-titler. Han har vundet DM-guld i samtlige individuelle discipliner: sprint, mellem, lang, ultralang og nat-orienteringsløb. I alt er det blevet til 14 medaljer på de individuelle distancer i orientering: 11 guldmedaljer, to sølvmedaljer og én bronzemedaljer. Han har herudover vundet fem medaljer i stafet, de fire var af guld.
På langdistancen og den ultralange distance har Søren Bobach vundet to guldmedaljer (2014 og 2015)
henholdsvis én guldmedalje (2012).
På mellemdistancen har han vundet guld tre gange (2012, 2014 og 2016) og sølv én gang (2009).
På sprintdistancen har Søren Bobach vundet to guldmedaljer (2014 og 2015) og en sølvmedalje (2016).
Ved DM-Nat har Søren Bobach vundet guld tre gange (2011, 2015 og 2016) og en bronzemedalje (2010).
Søren Bobach har også vundet fire guldmedaljer i stafet sammen med forskellige hold fra OK Pan Aarhus (2013, 2015, 2016 og 2017). og en sølvmedalje (2014).
Medaljeoversigt ved danske mesterskaber
2017
- Guld, Stafet (Langesø)

2016
- Guld, Mellem (Mols Bjerge)
- Guld, Nat (Hou Skov)
- Sølv, Sprint (Haderslev By)
- Guld, Stafet (Gribskov Nord og Harager Hegn)

2015
- Guld, Lang (Ålum)
- Guld, Nat (Marbæk Plantage)
- Guld, Sprint (Roskilde By)
- Guld, Stafet (St. Hjøllund N)

2014
- Guld, Lang (Munkebjerg)
- Guld, Mellem (Nørreskoven)
- Guld, Sprint (Lemvig)
- Sølv, Stafet (Fovslet)

2013
- Guld, Stafet (Klinteskoven)

2012
- Guld, Mellem (Nørresø)
- Guld, Ultralang (Jægerspris Nordskov)

2011
- Guld, Nat (Gurre Vang Krogenbjerg Hegn)

2010
- Bronze, Nat (Grenå Plantage)

2009
- Sølv, Mellem (Gødding Mølle)

### World Games - orienteringsløb
Søren Bobach har vundet guld ved World Games, der er en international sportsbegivenhed beregnet for de sportsgrene, der ikke indgår i De Olympiske Lege. Ved World Games 2017 i Wroclaw, Polen vandt han guld på sprint-stafetten sammen med mix-stafetholdet Cecilie Friberg Klysner, Andreas Hougaard Boesen og Maja Alm.

### Internationale stafetter
Tiomila I 2012 vandt Søren Bobach den årligt tilbagevendende orienteringsstafet Tiomila sammen med det norske stafethold Halden SK1. Ved denne stafet er der ti løbere – han løb det andetsidste stræk.
Jukola Søren Bobach var i 2011 med til at vinde den årligt tilbagevendende orienteringsstafet Jukola i Finland sammen med det norske stafethold fra Halden SK. På hvert stafethold er der syv løbere, og Søren var førsteløber,

### Junior-VM
Søren Bobach har også vundet en titel som juniorløber. Han blev juniorverdensmester på mellem-distancen i Druskininkai i Litauen i 2006 – delt med Jan Beneš.
Herudover har han taget en bronzemedalje på henholdsvis mellem-distancen og sprint-distancen i Gøteborg i 2008.
I 2009 vandt Søren Bobach sølv på lang-distancen i San Martino i Italien og bronze på herre-stafetten sammen med Marius Thrane Ødum og Rasmus Thrane Hansen.

## Andre udmærkelser
Efter afstemning blandt Dansk Orienterings-Forbunds medlemmer blev Søren Bobach kåret til ’Årets orienteringsløber 2006’.
I 2017 var Søren Bobach blandt 13 AU-studerende elitesportsstjerner, der blev hyldet af Aarhus Universitet for de sportslige præstationer og evnen til at gennemføre en akademisk uddannelse ved siden af sportskarrieren.